# Puente de Cần Thơ

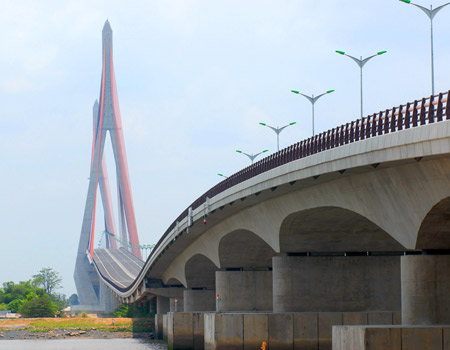
Vista del puente de Can Tho.

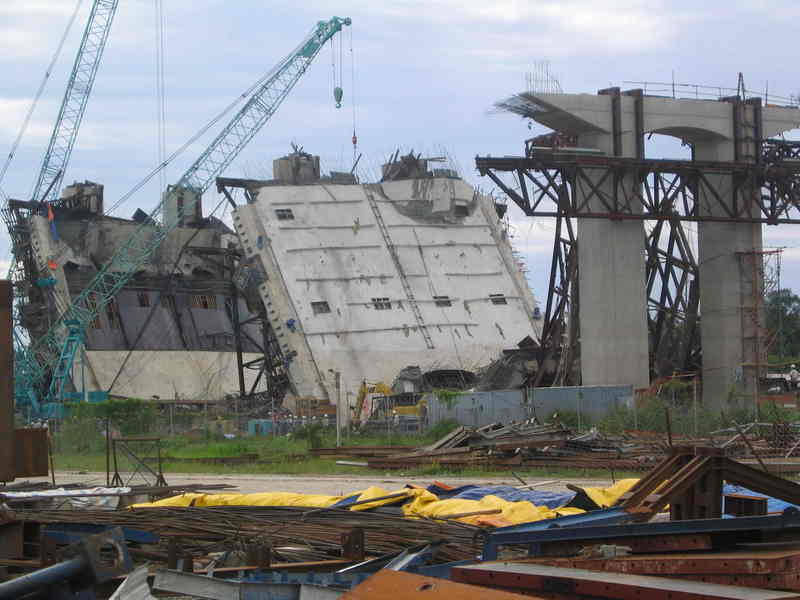
Piezas colapsadas del puente, diez días después del accidente.

El puente de Can Tho es un puente atirantado sobre el Hậu (río Bassac), el mayor distributario del río Mekong, en la ciudad de Can Tho, en el sur de Vietnam, conectándola con Vinh Long. El puente tiene una longitud de 2,75 kilómetros y cuenta con una calzada de 6 carriles de 23 metros de ancho, con 4 carriles para el tráfico y dos carriles peatonales. Tiene un gálibo de 39 metros, lo que permite que los grandes buques pasen bajo él. El puente fue inaugurado el 24 de abril de 2010.
La construcción comenzó en 2004 y fue inaugurado el 24 de abril de 2010, con un costo total fue de 300 millones de USD.
Mientras estaba en construcción, el 26 de septiembre de 2007, unas piezas del puente se derrumbaron, matando a 54 personas y dañando a otras 140 más.